# Paragunnellichthys
Paragunnellichthys es un género de peces de la familia Microdesmidae, del orden Perciformes. Este género marino fue descrito científicamente por Charles Eric Dawson en 1967.

## Especies
Especies reconocidas del género:
- Paragunnellichthys seychellensis C. E. Dawson, 1967 (Seychelles wormfish)
- Paragunnellichthys springeri C. E. Dawson, 1970